# Himmel und Erde

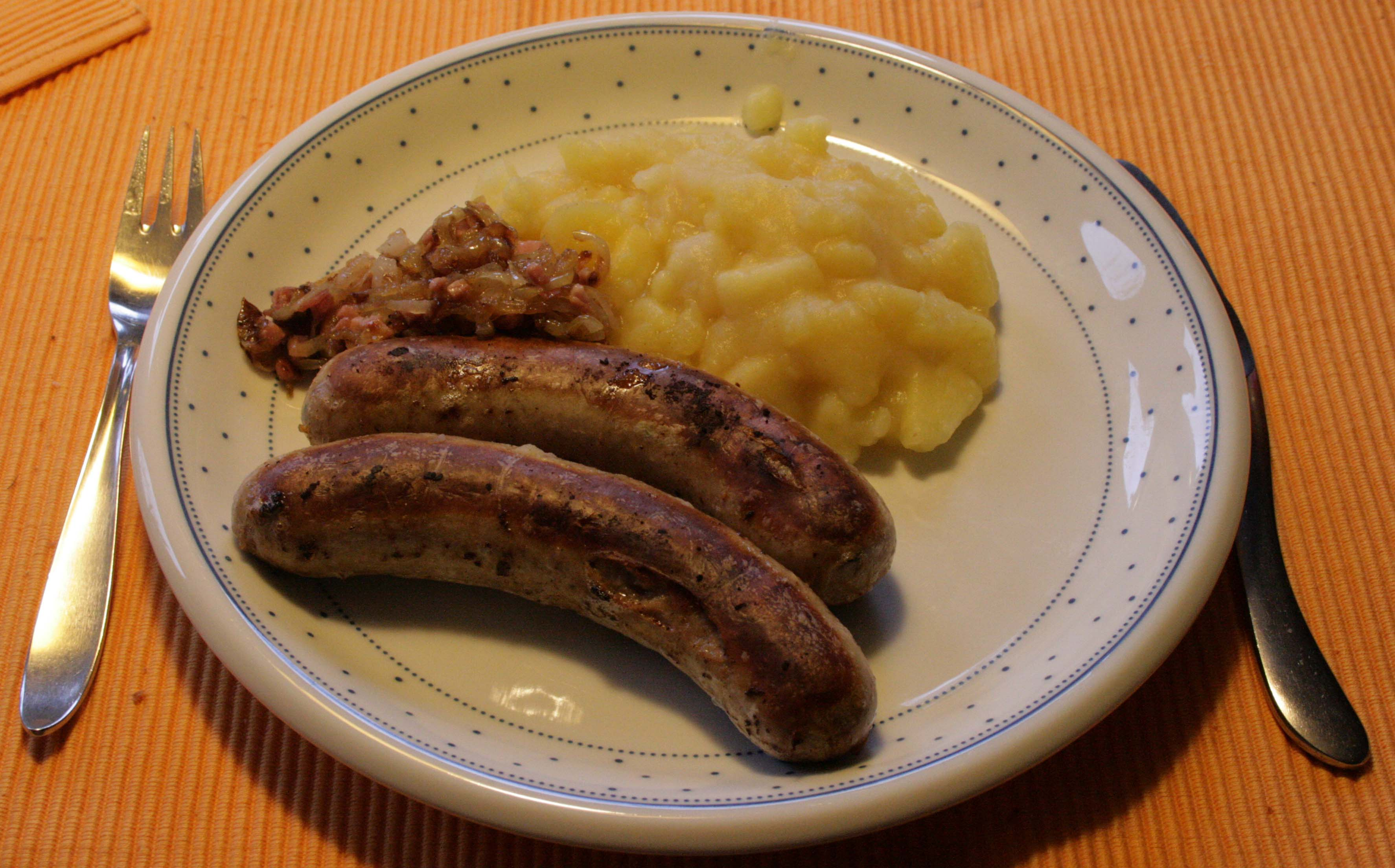
Assiette de Himmel und Erde servie avec saucisses (Bratwurst) et oignons frits.

Himmel und Erde (en français « Ciel et terre ») est un mets traditionnel de Westphalie et de Basse-Saxe (Allemagne), composé de purée de pommes de terre et de compote de pommes, servi en garniture de la Blutwurst (boudin noir) fumée et frite, avec des oignons frits presque caramélisés, et qui, selon la recette du cuisinier, peut s'accompagner de lardons ou de Leberwurst rôti (saucisson de pâté de foie).
Dans la région de Hambourg, au lieu de boudin, on peut ajouter de la Grützwurst, saucisse spéciale de Hambourg.
Ce plat existe aussi aux Pays-Bas (notamment dans la province de Gueldre) sous le nom de hete bliksem (foudre chaude), et dans la province de Groningue sous le nom de pronkjewail.

## Étymologie et histoire
Ce mets est connu depuis le XVIIIe siècle dans la région allemande de Westphalie. Son nom, Himmel und Ääd (« Ciel et terre ») est un jeu de mots sur la pomme (Apfel), qui pousse en l'air (« ciel » ou Himmel) sur le pommier, et la pomme de terre (Erdapfel dans le dialecte de Cologne, qui signifie littéralement « pomme de terre », comme en français), qui pousse dans la terre (ääd).